# Corin Rüttimann
Corin Rüttimann (* 18. April 1992) ist eine Schweizer Unihockeyspielerin. Sie steht beim Nationalliga-A-Verein zug united unter Vertrag.

## Karriere

### Vereine
Rüttimann spielte schon als Kind in Schiers, wo sie aufgewachsen war, Unihockey. Schon in ihrer Jugend stiess sie zu piranha chur. Seit 2008 spielt sie für den Bündner Verein in der Nationalliga A.  2010, 2012 und 2013 gewann die Stürmerin mit piranha chur den Meistertitel, 2013 zudem den Cup.
2013 wechselte sie nach Schweden in die Svenska Superligan: Ab 2013 spielte sie zuerst drei Saisons bei Endre IF in Visby auf der Insel Gotland. Danach wechselte sie zu IKSU Innebrandy in Umeå, mit dem sie in der Saison 2016/17 den schwedischen Meistertitel erringen konnte. Im Finalspiel verzeichnete sie einen Assist.

«Die Zeit im Mutterland des Unihockeys hatte der mittlerweile 27-jährigen Stürmerin den Status als beste Schweizer Unihockeyspielerin eingebracht.»

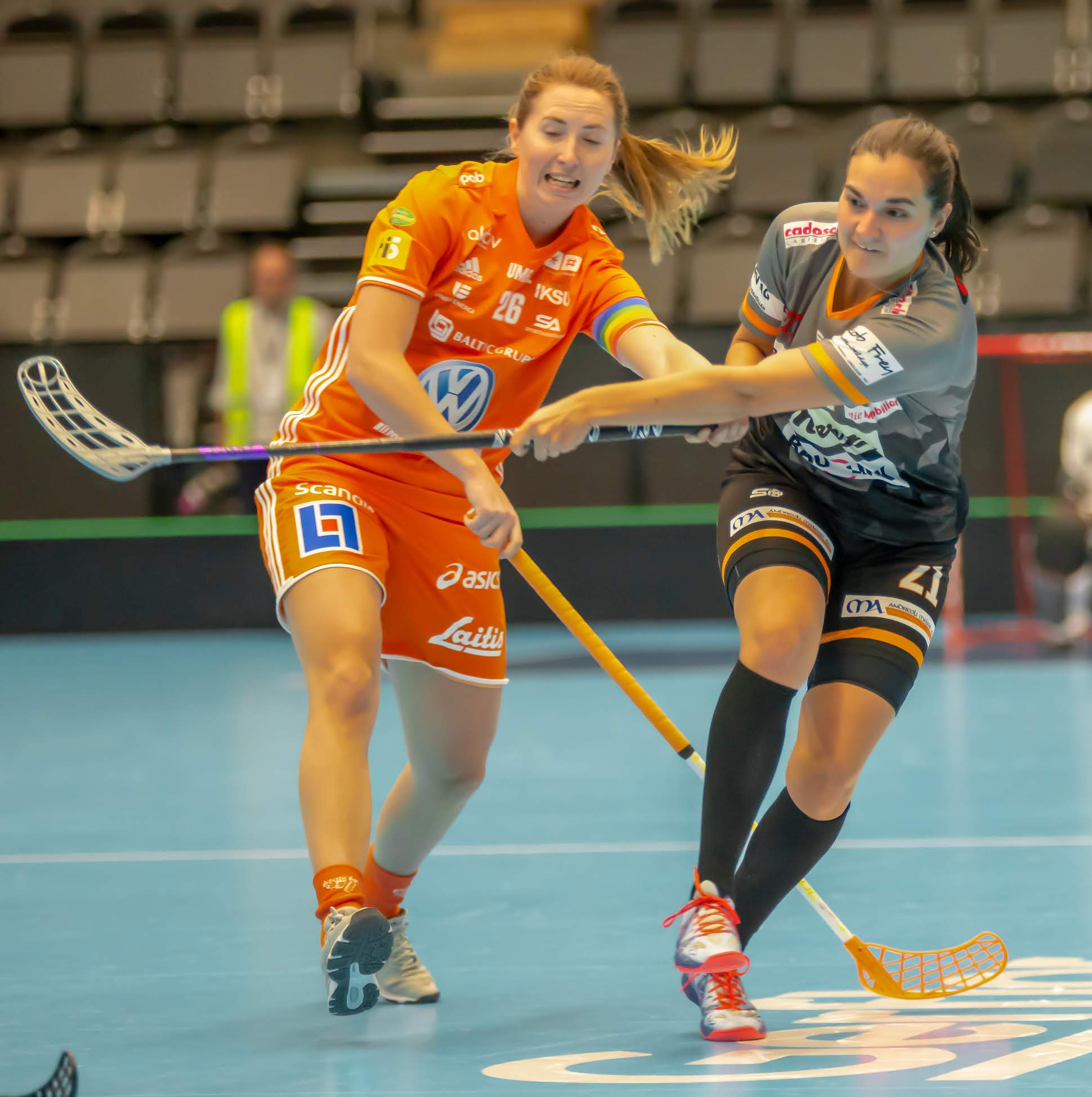
Rüttimann 2019 in einem Spiel gegen die ehemaligen Kollegen von IKSU

Seit 2017 spielt Rüttimann wieder bei piranha chur. Dort setzte die Stürmerin ihren Erfolgslauf fort: 2018 gewann erneut der Gewinn der Meisterschaft, des Cups und zudem des Supercups. 2018 wurde sie zur MVP der Liga gewählt. 2019 erreichte piranha chur in der Meisterschaft und im Cup nur den Vize-Titel, Rüttimann wurde aber erneut zur MVP gewählt. Ausserdem erhielt sie die Auszeichnung «Bündner Sportlerin des Jahres». 2020 gewann sie mit Chur erneut den Cup.
Am 14. Januar 2021 verkündete piranha chur, dass Rüttimann noch einmal in Schweden spielen möchte. Sie machte von einer Vertragsklausel Gebrauch und wechselte auf die Playoffs zu ihrem ehemaligen Verein Endre IF.
Nach den Playoffs kehrte Rüttimann zu den Bündnerinnen zurück. Sie verlängerte ihren Vertrag mit piranha chur um ein Jahr. Im Sommer 2023 wechselte sie zu zug united.
Wie die Mehrheit der Schweizer Unihockeyspielerinnen arbeitet Rüttimann neben ihrem sportlichen Engagement.

### Nationalmannschaften
Rüttimann hatte 2007 erstmals ein Aufgebot für die U19-Nationalmannschaft, kam aber nicht zum Einsatz. Im Folgejahr wurde sie mit der Schweizer U19 Weltmeisterin in Polen. In fünf Partien erzielte sie fünf Tore und drei Assists.
2009 wurde sie bereits in die A-Nationalmannschaft einberufen und spielte erfolgreich an der Unihockey-Weltmeisterschaft in Schweden, wo die Schweizerinnen Vize-Weltmeisterinnen wurden und Rütimann neun Treffer erzielen konnte. Sie nahm mit der A-Nationalmannschaft an den folgenden Weltmeisterschaften 2011 in St. Gallen, 2013 in Tschechien, 2015 in Finnland und 2017 in der Slowakei teil. Abgesehen von 2011, als es nur für einen vierten Platz reichte, gewannen die Schweizerinnen immer Bronze.
Bei der Heim-WM 2019 in Neuenburg war sie eines der Aushängeschilder der Veranstaltung. Schon vor der Veranstaltung hatte sie 105 Länderspiele mit 149 Scorerpunkten zu verzeichnen. Am Turnier erzielte sie acht Tore, verzeichnete drei Assists und konnte mit dem Team Silber gewinnen.
2021 bei der Weltmeisterschaft in Uppsala gewann das Team erneut Bronze – Rüttimann führte mit acht Goals und vier Assists das Scorer-Ranking der Schweizerinnen an. Weniger gut lief es für die Schweizerinnen an der Weltmeisterschaft 2023 in Singapur, wo sie erstmals seit sechs Jahren keine Medaille gewannen. Rüttimann erzielte von allen Turnierteilnehmerinnen die fünftmeisten Scorer-Punkte (15). Sie konnte fünf Tore und zehn Assists verzeichnen und war damit hinter Isabelle Gerig die zweitbeste Schweizerin.